# Feldbach, Steiermark
Feldbach  är en stadskommun i distriktet Südoststeiermark i förbundslandet Steiermark i Österrike. Staden ligger cirka 45 km öster om Graz vid floden Raab. Feldbach är huvudort i distriktet Südoststeiermark.

## Historia
Feldbach omnämns för första gången 1188 som "Velwinbach". 1265 blev Feldbach köping, vilket innebar ett uppsving för handeln. 
Under adelsupproret 1469 härjades Feldbach svårt av trupper under befäl av upprorsledaren Andreas Baumkircher. Det var troligen anledningen till bygget av försvarsanläggningen Tabor. På 1400-talet utkämpade även rivaliserande adelsfamiljer sina strider i orten som plundrades och skövlades flera gånger. Efter att hejduker ödelagt hela köpingen byggdes en försvarsanläggning med stadsportar runt hela orten.
Invigningen av den ungerska västbanan 1873 ledde till ett stort ekonomiskt uppsving. Samtidigt började en livlig verksamhet i den näraliggande kurorten Bad Gleichenberg. På den tiden fick Feldbach också stadsrättigheter (1884).

## Kommunen
Kommunen har 13 515 invånare (2024). Den består av 18 orter (Ortschaften) (inom parentes invånarantal 1 januari 2024):

- Auersbach (361)
- Edersgraben (176)
- Feldbach (4 945)
- Gniebing (1 109)
- Gossendorf (634)
- Höflach (56)
- Leitersdorf im Raabtal (774)
- Mühldorf bei Feldbach (2 031)
- Obergiem (112)
- Oberweißenbach (230)
- Oedt bei Feldbach (716)
- Paurach (267)
- Petersdorf (157)
- Raabau (594)
- Reiting (108)
- Untergiem (151)
- Unterweißenbach (645)
- Wetzelsdorf (449)

Kommunen fick sin nuvarande form den 1 januari 2015 genom en sammanslagning av kommunerna Auersbach, Feldbach, Gniebing-Weißenbach, Gossendorf, Leitersdorf im Raabtal, Mühldorf bei Feldbach och Raabau. 

## Byggnader
- Försvarsanläggningen Tabor byggdes 1474 och inrymmer ett historiskt museum och ett hantverksmuseum.
- Den gamla kyrkan har anor från 1300-talet, men byggdes om i barockstil 1688.
- 1945 sprängdes tornet och kyrkan skadades svårt.

## Kommunikationer
I Feldbach ansluter regionalbanan Bad Gleichenberg – Feldbach till den steierska östbanan (Graz – Wien).